# マーロン・S・ティスデイル (フリゲート)
| USS Mahlon S Tisdale FFG-27 |                                                                           |
| 艦歴                        |                                                                           |
| 発注                        | 1978年1月23日                                                             |
| 起工                        | 1980年3月19日                                                             |
| 進水                        | 1981年2月7日                                                              |
| 就役                        | 1982年11月27日                                                            |
| 退役                        | 1996年9月27日                                                             |
| 除籍                        | 1998年2月20日                                                             |
| その後                      | トルコ海軍へ移管                                                          |
| 要目                        |                                                                           |
| 排水量                      | 基準：3,159t                                                              |
| 排水量                      | 満載：4,057t                                                              |
| 全長                        | 445 ft (136 m)                                                            |
| 全幅                        | 45.4 ft (13.8 m)                                                          |
| 吃水                        | 22 ft (6.7 m)                                                             |
| 機関                        | COGAG方式                                                                 |
| 機関                        | LM2500-30 ガスタービンエンジン（20,500shp）×2基                           |
| 機関                        | 可変ピッチプロペラ（5翔）×1軸                                             |
| 機関                        | 非常用旋回式スラスター（350hp）×2基                                       |
| 最大速                      | 29ノット以上                                                              |
| 航続距離                    | 4,500海里（20ノット巡航時）                                               |
| 乗員                        | 206名（士官13名）                                                         |
| 兵装                        | Mk.75 76mm単装速射砲×1基                                                  |
| 兵装                        | Mk.38 25mm単装機関砲×2基                                                  |
| 兵装                        | Mk.15 20mm CIWS×1基                                                       |
| 兵装                        | M2 12.7mm単装機銃×4基                                                     |
| 兵装                        | Mk.13 Mod.4 ミサイル単装発射機×1基 *SM-1MR SAM *ハープーン SSM を発射可能 |
| 兵装                        | Mk.32 Mod.7 3連装短魚雷発射管×2基                                         |
| 艦載機                      | SH-2F シースプライト LAMPS ヘリコプター×1機 ※さらに1機搭載可能            |
| C4ISTAR                     | NTDS（JTDS+リンク 11/14）                                                 |
| C4ISTAR                     | Mk.92 FCS（SM-1MR、76mm砲用）                                             |
| C4ISTAR                     | AN/SQQ-89 ASWCS                                                           |
| センサ                      | AN/SPS-49対空捜索レーダー                                                 |
| センサ                      | AN/SPS-55対水上捜索レーダー                                               |
| センサ                      | AN/SQS-56船底装備ソナー                                                   |
| センサ                      | AN/SQR-19曳航ソナー                                                       |
| 電子戦                      | AN/SLQ-32(V)2 ESM装置                                                     |
| 電子戦                      | Mk.36 デコイ発射装置                                                      |
| モットー                    |                                                                           |

マーロン・S・ティスディル (英語: USS Mahlon S. Tisdale, FFG-27) は、アメリカ海軍のミサイルフリゲート。オリバー・ハザード・ペリー級ミサイルフリゲートの19番艦。艦名はマーロン・S・ティスディル海軍中将（1890年12月6日 - 1972年7月12日）に因む。

## 艦歴
マーロン・S・ティスディルは1978年1月23日にFY78プログラムの一部としてカリフォルニア州サンペドロのトッド・パシフィック造船所に建造発注され、1980年3月19日に起工する。1981年2月7日に進水し、1982年11月27日に就役した。
マーロン・S・ティスディルは1996年9月27日に退役し、1999年4月5日にトルコ海軍に移管、艦名はギョクチェアダ (Gökçeada, F 494) と改められた。